# Maracatu Atômico
"Maracatu Atômico" é uma canção composta por Nelson Jacobina e Jorge Mautner, lançada em 1974 por Jorge no álbum homônimo Jorge Mautner. No mesmo ano, Gilberto Gil a regravou para o álbum Cidade do Salvador.
Vinte e dois anos depois o grupo Chico Science & Nação Zumbi, expoentes do manguebeat, a regravaram mais uma vez. A canção se tornou o segundo single do álbum Afrociberdelia. A MTV Brasil, do grupo Abril, encerrou suas atividades em 30 de setembro de 2013, apresentando como último clipe a versão feita por Chico Science e Nação Zumbi.
Em 2010, a banda Nação Zumbi regravou a música para a trilha sonora do filme Senna e, em 2012, os membros da banda de Jorge Mautner — Pedro Sá, Alexandre Kassin, Domenico Lancellotti e Berna Ceppas — a regravaram para o documentário Jorge Mautner - O Filho do Holocausto.
Em 2012, o cantor BNegão cantou a música no encerramento das Olimpíadas de Londres de 2012. Ainda em 2012, o cantor brasileiro David Correy, então participante do The X Factor USA, gravou uma versão em inglês de “Maracatu Atômico”. Intitulada de “Atomic Maracatu” não teve apenas uma tradução literal do título, mas pouquíssimas mudanças na letra original.

## Faixas
1. Maracatu Atômico
2. Maracatu Atômico (Atomic Version)*
3. Maracatu Atômico (Ragga Mix)*
4. Maracatu Atômico (Trip Hop)*

("*" Bonus Tracks)

## Prêmios, Indicações e Honrarias
- Na lista As 100 Maiores Músicas Brasileiras da revista Rolling Stone Brasil, "Maracatu Atômico" aparece na 48a posição[9]
- Em dezembro de 2012, o jornal Folha de S.Paulo elegeu os melhores clipes brasileiros de todos os tempos. O videoclipe de "Maracatu Atômico" apareceu na 3a posição.[10]

## Trilha Sonora
- 2010 - Senna (nova versão)
- 2011 - Cordel Encantado (versão original de 1996)